# Admesturius
Admesturius Galiano, 1988 è un genere di ragni appartenente alla famiglia Salticidae.

## Etimologia
Questo genere è stato così denominato dall'aracnologa María Elena Galiano in quanto possiede caratteri specifici intermedi fra quelli del genere Admestina e quelli del genere Hurius: dalla fusione di questi due nomi è nato il genere Admesturius.

## Descrizione
Cefalotorace basso e largo; primo paio di zampe piuttosto ingrossate; le zampe posteriori hanno poche spine. L'embolo è provvisto di denticelli basali.

## Distribuzione
Le due specie note di questo genere sono diffuse in Cile e in Argentina.

## Tassonomia
A maggio 2010, si compone di due specie:
- Admesturius bitaeniatus (Simon, 1901) — Cile
- Admesturius schajovskoyi Galiano, 1988[3] — Cile, Argentina